# Lex Aquilia
La Lex Aquilia est une loi romaine créée vers 286 av. J.-C. par le Tribun de la plèbe Aquilius et destinée à protéger les biens des plébéiens contre les dommages causés par les patriciens. La loi Aquilia prévoit des indemnisations pour des propriétaires de biens lésés par la faute d'autrui. C'est dans le cadre de l'application de cette loi que les juristes romains vont associer pour la première fois les trois éléments clés de notre droit de la responsabilité : la faute, le dommage et le lien de causalité entre les deux. 

## Exemples
- « Celui qui aura tué sans raison un esclave, homme ou femme, appartenant à autrui, un animal à quatre pattes ou une bête de troupeau, sera obligé de donner au maître une quantité d'airain correspondant à la plus haute valeur qu'avait eu chose au cours de l'année. » ( Gaius, Commentaire sur l'Édit provincial, L. 7 = Digeste, IX, 2, 2, pr. )[1].

- « Si quelqu'un cause un dommage à autrui pour d'autres choses que le meurtre d'un esclave ou que la mort d'un animal, en brûlant, rompant, brisant, en violation du droit, qu'il soit obligé de donner au maître une quantité d'airain correspondant à la valeur de la chose dans les trente jours qui auront précédé le délit. » (Ulpien, Commentaire sur l'Édit, L. 18 = Digeste, IX, 2, 27, 5 )[1].